# Dol pri Borovnici
Dol pri Borovnici je naselje v Občini Borovnica.